# Constitución para la República del Perú de 1979
La Constitución para la República del Perú de 1979 fue la décima carta magna de la República del Perú que fue redactada en las postrimerías del Gobierno Revolucionario de las Fuerzas Armadas de Francisco Morales Bermúdez por la Asamblea Constituyente de 1978, convocada por el mismo con el fin de facilitar el retorno de la democracia, tras más de una década de gobierno militar. Dicha Asamblea fue presidida por Víctor Raúl Haya de la Torre. El texto constitucional fue aprobado el 12 de julio de 1979 y entró en vigencia a partir del 28 de julio de 1980, con la inauguración del segundo gobierno constitucional del arquitecto Fernando Belaúnde Terry. Estuvo vigente hasta 1992, cuando fue suspendida por el entonces presidente de la república Alberto Fujimori en cuya gestión entró en vigor la Constitución de 1993.
En algunas ocasiones es referida también como la «Constitución aprista» o como la «Constitución de Morales Bermúdez», aunque ninguna de esas denominaciones es ampliamente aceptada y que a Morales Bermúdez se le negó el acto de firma de la constitución.

## La Asamblea Constituyente de 1978
Como primer paso a la transición y regreso de la democracia, mediante Decreto Ley n.º 21949 del 4 de octubre de 1977, el gobierno del general Francisco Morales Bermúdez convocó a elecciones para conformar un congreso con facultades constituyentes cuya misión sería dar al país una nueva Carta Magna, en reemplazo de la entonces Constitución de 1933, aunque dejando claramente expresado que su contenido debía institucionalizar las transformaciones sociales llevadas al cabo por el régimen militar. Los ciudadanos elegirían a cien parlamentarios que formarían esta Asamblea. 

«Artículo 2°.- La Asamblea Constituyente tendrá como exclusiva finalidad la dación de la nueva Constitución Política del Estado, la que contendrá esencialmente, entre otras, las disposiciones que institucionalicen las transformaciones estructurales que viene llevando a cabo el Gobierno Revolucionario de la Fuerzas Armadas.»

Las elecciones se fijaron para el 18 de junio de 1978 y los partidos y movimientos políticos recolectaron firmas para inscribirse en el Jurado Nacional de Elecciones (JNE). El expresidente Fernando Belaúnde Terry no quiso que su partido, Acción Popular, participara en la contienda electoral al no estar de acuerdo con que el gobierno pretendiese «parametrar» a la Asamblea, al condicionarla con la institucionalización de las reformas revolucionarias. Participaron el Partido Aprista Peruano (PAP), el Partido Popular Cristiano (PPC), Partido Demócrata Cristiano (PDC), y varios grupos de izquierda, entre ellos el Frente Obrero Campesino Estudiantil Popular (FOCEP), el Partido Socialista Revolucionario (PSR), el Partido Comunista Peruano (PCP), el Frente Nacional de Trabajadores y Campesinos (FRENATRACA) y la Unidad Democrática Popular (UDP).
Más de cuatro millones de personas fueron a votar en comicios que se desarrollarian sin mayor contratiempo. Terminado el conteo de los votos, el APRA sumó 1 241 174 votos, mientras que el PPC obtuvo 835 294. Sorprendió, asimismo, la alta aceptación de grupos izquierdistas entre la población, como el FOCEP, que logró 433 413, el PSR con 232 520 y el PCP con 207 612. El FRENATRACA obtuvo 135 552.
Finalmente, el presidente del JNE, Ulises Montoya Manfredi, proclamó a los ganadores. El APRA obtuvo 37 escaños, correspondiéndole a su líder Haya de la Torre, de 83 años, presidir el hemiciclo al lograr la mayor votación preferencial. El PPC obtuvo 25 escaños, el FOCEP 12, PSR y PCP 6 cada uno y los restantes estaban repartidos entre los grupos minoritarios.
El 28 de julio de 1978 se instaló la Asamblea Constituyente. Víctor Raúl Haya de la Torre, en su discurso inaugural, hizo públicas críticas al régimen.
Los legisladores concluyeron su trabajo con la promulgación de la nueva carta magna. Haya de la Torre, ya muy enfermo, la firmó en su lecho de moribundo.

## Estructura
Consta de 307 artículos, ordenados en 8 títulos con sus respectivos capítulos, además de un preámbulo.
- Preámbulo.
- Título I: Deberes y derechos fundamentales de la persona.
  - Capítulo I: De la persona.
  - Capítulo II: De la familia.
  - Capítulo III: De la seguridad social, salud y bienestar.
  - Capítulo IV: De la educación, la ciencia y la cultura.
  - Capítulo V: Del trabajo.
  - Capítulo VI: De la función pública.
  - Capítulo VII: De los derechos políticos.
  - Capítulo VIII: De los deberes.
- Título II: De la Nación y el Estado.
  - Capítulo I: Del Estado.
  - Capítulo II: De la nacionalidad.
  - Capítulo III: Del territorio.
  - Capítulo IV: De la integración.
  - Capítulo V: De los tratados.
- Título III: Del régimen económico.
  - Capítulo I: Principios generales.
  - Capítulo II: De los recursos naturales.
  - Capítulo III: De la propiedad.
  - Capítulo IV: De la empresa.
  - Capítulo V: De la hacienda pública.
  - Capítulo VI: De la moneda y la banca.
  - Capítulo VII: Del régimen agrario.
  - Capítulo VIII: De las comunidades campesinas y nativas.
- Título IV: De la estructura del Estado.
  - Capítulo I: Poder Legislativo.
  - Capítulo II: De función legislativa.
  - Capítulo III: De la formación y promulgación de las leyes
  - Capítulo IV: Del presupuesto y la cuenta general.
  - Capítulo V: Poder Ejecutivo.
  - Capítulo VI: Del Consejo de Ministros.
  - Capítulo VII: De las relaciones con el poder legislativo.
  - Capítulo VIII: Del régimen de excepción.
  - Capítulo IX: Poder Judicial.
  - Capítulo X: Del Consejo Nacional de la Magistratura.
  - Capítulo XI: Del Ministerio Público.
  - Capítulo XII: De la descentralización, gobiernos locales y regionales.
  - Capítulo XIII: De la defensa nacional y del orden interno.
  - Capítulo XIV: Del Jurado Nacional de Elecciones.
- Título V: Garantías Constitucionales.
- Título VI: Reforma de la Constitución.
- Título VII: Disposición final.
- Título VIII: Disposiciones generales y transitorias.

## Principales disposiciones
- El sistema político. Se implementó la democracia representativa. El presidente, los dos vicepresidentes y los miembros del Congreso serían elegidos cada cinco años (se abolieron las anteriores renovaciones parlamentarias por tercios o mitades). No se contemplaban mecanismos de «democracia directa» (referéndum u otro tipo de consulta popular) entre elección y elección.
- El Presidente de la República.- Se corrigieron los excesivos poderes parlamentaristas otorgados por la Constitución de 1933, y se reforzó la autoridad del Presidente de la República. Este podía observar «en todo o en parte» los proyectos de ley aprobados en el Congreso y podía disolver la Cámara de Diputados si esta censuraba a tres consejos de ministros. Podía también conceder indultos y conmutar penas. El derecho de amnistía quedó reservado al Congreso. Se le otorgó también mayor poder en materia presupuestal, lo cual le permitió una mayor capacidad de implementar sus políticas.
- El Congreso bicameral. El Congreso se compondría de dos cámaras: la de senadores y diputados. El Senado, de 60 miembros, sería elegido por las regiones (mientras estas se implementasen, serían elegidos por distrito electoral único). Además, serían senadores vitalicios los expresidentes constitucionales de la República. La Cámara de Diputados, de 180 miembros, serían elegidos por las circunscripciones (departamentos). Solamente la Cámara de Diputados podía interpelar, censurar o negar confianza a los Ministros. Toda moción de censura contra el Consejo de Ministros o contra cualquiera de los Ministros debía ser presentada por no menos del 25 % del número legal de diputados, y su aprobación requeriría del voto de más de la mitad de dicho número. Por su parte, el presidente de la República estaba facultado de disolver la Cámara de Diputados si esta censuraba o negaba la confianza a tres Consejos de Ministros.
- El Poder Judicial. En lo concerniente a este poder, se mantuvo casi la misma organización dispuesta en la anterior Constitución, incluyendo el nombramiento de los magistrados por los poderes políticos (lo cual de algún modo le restaba independencia). El Consejo Nacional de la Magistratura sería el organismo encargado de proponer ante el presidente de la República a los magistrados de la Corte Suprema y de las Cortes Superiores. Asimismo, se restableció el Ministerio Público cuya función sería velar por la independencia de los órganos judiciales y por la recta administración de justicia, así como la defensa de los derechos de los ciudadanos.
- Segunda vuelta electoral.- Instauró la segunda vuelta en las elecciones para presidente de la República: este debía ser elegido por más de la mitad (el 50% más uno) de los votos válidamente emitidos. Si el candidato que resultaba con mayor votación no lograba esa mayoría absoluta, entonces debería procederse a una segunda elección dentro de los 30 días siguientes (en 1984 se especificó que se contaban a partir del momento en que el Jurado Nacional de Elecciones publicaba sus resultados) entre los candidatos presidenciales que hubieran obtenido el primer y segundo lugar en los comicios de la primera ronda. La primera vez que se dio cumplimiento a esta norma fue durante las elecciones generales de 1990.
- Ciudadanía a los 18 años.- En su artículo 65, estableció la ciudadanía para todos los peruanos a partir de los 18 años. Se rebajó así la edad, que anteriormente era de 21 años. El ciudadano debía inscribirse en el Registro Electoral y recabar su documento de identidad personal (libreta electoral) para ser considerado como tal.
- Voto de los analfabetos.- Todos los peruanos mayores de 18 años, que estuvieran en el goce de su capacidad civil, tendrían el derecho al voto, que sería de carácter personal, secreto y obligatorio. Quedó así derogada la restricción al voto de los analfabetos, consignada en la anterior Constitución. Solo los miembros de las fuerzas armadas y policiales en servicio activo no podían votar ni ser elegidos.
- Abolición de la pena de muerte (salvo en caso de traición a la patria en guerra exterior).
- Derechos constitucionales.- A diferencia de la anterior constitución, esta carta era extensa y explícita en cuanto a derechos constitucionales, incorporando una amplia gama de ellos.

Sumada a las libertades clásicas (personal, de reunión, de expresión, de tránsito, inviolabilidad del domicilio) y a otros derechos sociales ya tradicionales (seguridad, cobertura de riesgos, protección de minusválidos), añadió importantes normas sobre derechos del trabajador a la educación, a la ciencia y la cultura, así como un tratamiento moderno a la familia. Inclusive, se consideró que la declaración de derechos en el texto no era taxativa, sino que éstos estaban amparados constitucionalmente.

- Derecho a la insurgencia.- Se recogió el principio de la desobediencia civil: «Nadie debe obediencia a un gobierno usurpador ni a quienes asuman funciones o empleos públicos en violación de los procedimientos que la Constitución y las leyes establecen». Además, «son nulos los actos de toda autoridad usurpadora». En definitiva, «el pueblo tiene el derecho de insurgir en defensa del orden constitucional». Tal derecho de insurgencia (para defender el orden constitucional y no para alterarlo o quebrantarlo) ha sido motivo de las más caprichosas y extravagantes interpretaciones, hasta el día de hoy.
- Creación del Tribunal de Garantías Constitucionales, como órgano de control de la Constitución. Estaría controlado directa e indirectamente por los poderes del Estado, los cuales también elegían a sus miembros (nueve en total).
- Se establecieron dos figuras para los regímenes de excepción:
  - El estado de emergencia, en caso de la perturbación de la paz o del orden interno, de catástrofe u otra grave circunstancia. Suspendía las garantías por 60 días, prorrogables, asumiendo las Fuerzas Armadas el control del orden interno.
  - El estado de sitio, en caso de invasión, guerra exterior o guerra civil o peligro inminente de que se produzcan. Se suspendía por 45 días todos los derechos, salvo los que expresamente se mantuvieran en vigencia.
- El sistema económico. En este aspecto, las reglas básicas serían la economía social de mercado, el pluralismo empresarial y la libertad de comercio e industria. «Se recogieron las transformaciones ocurridas en las décadas anteriores, pero bajo una normatividad ambigua entre un régimen liberal y un régimen donde el Estado cumplía un importante rol empresarial y de regulación de las relaciones sociales...»[6] Esta ambigüedad del modelo económico permitió, durante la vigencia de esta Constitución, hasta tres políticas económicas distintas: una moderada (1980-1985), otra populista (1985-1990) y otra mercantilista(iniciada en 1990).

## Derogación
En 1992, el Congreso Constituyente Democrático elegido luego del autogolpe de 1992, derogó la Constitución de 1979, reemplazándola con la Constitución de 1993. Hay que destacar que en su artículo 307, la Constitución de 1979 dejaba establecido que no perdía su vigencia aun cuando fuese derogada «por cualquier otro medio distinto del que ella misma dispone». Esto ha llevado a que muchos[¿quién?] sostengan que la Constitución de 1993 tiene un origen ilegal, al haber sido impuesta sin seguir los mecanismos de reforma constitucional contemplados en la Constitución de 1979.

## Reivindicación e intento de restitución
Hay sectores políticos en el Perú que actualmente reclaman la restitución de la Constitución de 1979, pues consideran que es la legítima. Una de las ofertas iniciales de la campaña electoral del presidente Ollanta Humala del 2011 fue derogar la Constitución de 1993 y restituir la Constitución de 1979, para sobre la base de ella hacer las reformas consideradas necesarias. Incluso, en la ceremonia del traspaso del mando del 28 de julio de 2011, Humala juró por el «espíritu de la Constitución de 1979», siendo imitado por sus dos vicepresidentes. Posteriormente, dejó en suspenso tal proyecto, presionado por la opinión pública, mayoritariamente reacia a realizar tal cambio.  
Cabe señalar que en 2003 el abogado Alberto Borea Odría y cinco mil ciudadanos presentaron una Acción de Inconstitucionalidad ante el Tribunal Constitucional con la finalidad de derogar la Constitución de 1993. Dicha acción fue declarada improcedente por el referido Tribunal.
Entre los políticos que han hablado de restituir la constitución de 1979 están: Antauro Humala, Guido Bellido y Yonhy Lescano.

## Legado
Héctor Fix Zamudio, expresidente de la Corte Interamericana de Derechos Humanos, catalogó a la constitución de 1979 como representante del pensamiento latinoamericano.